# 葉月かなえ
葉月 かなえ（はづき かなえ、1980年9月22日 - ）は、日本の漫画家。神奈川県出身。女性。
代表作は『好きっていいなよ。』（講談社『デザート』連載）。

## 作品リスト
- 恋していいですか（2003年、竹書房、全1巻）掲載誌：恋愛パラダイス※絶版
  - 収録作品：恋していいですか / キモチイイコト / sweets day / かわいいひと / 好きで。曖昧で。 / 君のうしろ
- ヒメゴト（2004年、竹書房、全1巻）掲載誌：恋愛パラダイス※絶版
  - 収録作品：こっち向いてよ / Answer. / color / Sweet complex / はじまりの番号（ナンバー） / ヒメゴト
- 好きをちょうだい（2005年、秋田書店、全1巻）掲載誌：恋愛よみきりMAX
  - 収録作品：好きをちょうだい / 蛇にキス / ずるいふたり / きらきら
- 時には玩具（オモチャ）のように（2005年、ぶんか社、全1巻）掲載誌：無敵恋愛S*girl、恋愛パラダイス
  - 収録作品：時には玩具のように / ビデオ代を浮かす方法 / リゾゲッチュ / わがまま愛 / 夏の泥棒 / 告白
  - 【新装版】2009年、ぶんか社、収録内容に変化無し
- アイノコエ（2006年、宙出版、全1巻）掲載誌：カレでき、ラブマニュ、恋愛Revolution
  - 収録作品：アイノコエ / とまった夏日 / 虹のある場所 / 僕と彼女の映る部屋 / 恋をおしえて
- 堀高 ハネモノレンジャー（2006年、秋田書店、全3巻）掲載誌：恋愛LoveMAX、恋愛チェリーピンク
- sweets day.（2007年、祥伝社、全1巻 単行本「ヒメゴト」のリニューアル）
  - 収録作品：sweets day / キモチイイコト / 君のうしろ / かわいいひと / 好きで。曖昧で。 / 恋していいですか。 / 愛していいですか。
- あれもしたい、これもしたい（2007年、講談社、全1巻）掲載誌：デザート・the デザート
  - 収録作品：あれもしたい、これもしたい / あれがほしい、これがほしい / 迷える子羊ちゃん / 愛し合いまショ!
- ラヴストーキン!（2008年、ぶんか社、全1巻）掲載誌：無敵恋愛S*girl
  - 収録作品：ラヴストーキン! / はやとちり / 夏が終わる / あまのじゃく
- ガールズドロップス（2008年、祥伝社、全1巻 単行本「ヒメゴト」のリニューアル）
  - 収録作品：いぬのきもち。 / こっち向いてよ / Answer. / color /Sweet complex / はじまりの番号 / ヒメゴト
- 好きっていいなよ。（2008年 - 2017年、講談社、全18巻）掲載誌：月刊デザート
- ごきげんよう、小春さん（2019年 - 、講談社、既刊2巻）掲載誌：月刊デザート

### オムニバス
- ラブカレ 極上メンズ読本! WHITE（2008年、全1巻）
- ラブカレ 極上メンズ読本! BLACK（2008年、全1巻）
- Girl's Talk えっちな放課後（2008年、全1巻、「あれがほしい、これがほしい」）
- ラブカレ 極上メンズ読本! under 20（2009年、全1巻）
- ラブカレ 極上メンズ読本! over 20（2009年、全1巻）

### その他
平成30年7月豪雨での被災地の支援活動「西日本豪雨復興応援アート展」や西日本応援イラスト集 (講談社)に寄稿。